# (20307) Johnbarnes
(20307) Johnbarnes (1998 FH106) – planetoida z pasa głównego asteroid okrążająca Słońce w ciągu 3,87 lat w średniej odległości 2,46 j.a. Odkryta 31 marca 1998 roku.